# В обувките на Сатаната
„В обувките на Сатаната“ (на английски: Breaking Bad) е американски драматичен сериал, създаден и продуциран от Винс Гилиган. Излъчен в САЩ и Канада по телевизия AMC и е продукция на Sony Pictures Television. Премиерата му е на 20 януари 2008 г. През лятото на 2012 г. сериалът се завръща за пети сезон. Той е разделен на две части и финалът му е излъчен на 29 септември 2013 г.
Продуциран и заснет в Албъкърки, Ню Мексико, „В обувките на Сатаната“ разказва историята на Уолтър Уайт (Брайън Кранстън), учител по химия, борещ се с поставената му в началото на сериала диагноза - рак на белите дробове. В желанието си да подсигури финансово бъдещето на своето семейство той започва живот на престъпник, произвеждащ и пласиращ метамфетамин, заедно с един от неговите бивши ученици Джеси Пинкман (Арън Пол).
„В обувките на Сатаната“ получава широк отзвук сред критиците най-вече за оригиналния си сценарии и режисура, както и за актьорската игра на Брайън Кранстън и Арън Пол. Получава шест номинации за престижната награда Еми и печели три последователни години наградата за Най-добър главен актьор в драматичен сериал (Кранстън) в допълнение към другите награди и номинации, които получава.
На 8 февруари 2015 г. по AMC започва спиноф-прелюдията „Обадете се на Сол“, в който главните роли се изпълняват от Боб Оденкърк и Джонатан Банкс. На 11 октомври 2019 г. по Netflix е излъчен филмът „В обувките на Сатаната: Ел Камино“, който е продължение на сериала, а главната роля се изпълнява от Арън Пол.

## Продукция
Сериалът е разположен и заснет в Албъкърки и околностите му, Ню Мексико.
Кабелната мрежа първоначално поръчва девет епизода за първия сезон (включително пилотния епизод), но стачката на Гилдията на сценаристите в Америка през 2007-2008 скъсява продукцията на седем епизода.
В интервю главният актьор Брайън Кранстън заявява "Терминът breaking bad е южняшки разговорен израз, отнасящ се за човек, който се е отклонил от правия път, насочвайки се към неща, които не са правилни. А това може да е за един ден или за цял живот." Сценаристът и създател на сериала Винс Джилиган формулира термина като „да възкресиш ада“.
Според сведенията един епизод на „В обувките на Сатаната“ струва 3 милиона долара, което е доста повече от обикновената цена на епизодите в кабелните телевизии.

## Химични елементи в надписите
Надписите в сериала включват химични елементи от периодичната таблица в зелено (например символите Br и Ba за бром и барий в Breaking Bad). Надписите в началото на епизода обикновено са така и това продължава и с имената на актьорите и екипа, които обикновено съдържат по един елемент на подходящо място в надписите.
Откриващите сцени също включват и формулата (C10H15N), което представлява формулата на метамфетамина.
Числото 149.24 (молекулната маса на молекулата на метамфетамина) също се повтаря в интродукцията, както и в някои от епизодите се появява думата meth, което е съкращение на метамфетамин.

## Актьорски състав
- Брайън Кранстън – Уолтър Уайт
- Ана Гън – Скайлър Уайт
- Арън Пол – Джеси Пинкман
- Дийн Норис – Ханк Шрейдър
- Бетси Бранд – Мари Шрейдър
- Ар Джей Мити – Уолтър Уайт младши
- Боб Оденкърк – Сол Гудмън
- Джанкарло Еспозито – Густаво „Гас“ Фринг
- Джонатан Банкс – Майк Ърмантраут

## Сюжет
Внимание:  Текстът по-долу разкрива сюжета на произведението (или части от него)!

### Първи сезон
Първоначално е запланувано първият сезон да е от девет епизода, но заради стачката на Гилдията на сценаристите в Америка през 2007 са заснети само седем епизода. Първи сезон започва на 20 януари 2008 г. и завършва на 9 март 2008 г.
Борещият се с трудностите гимназиален учител, Уолтър Уайт (Брайън Кранстън), получава диагноза - неизлечим, напреднал (трети стадий) рак на белите дробове, в резултат на което се обръща към продажбата на наркотици, по-специално метамфетамин за да подсигури бременната си жена и сина си инвалид. При акция заедно с агента от ОБН (Отдел за борба с наркотиците) и негов девер Ханк (Дийн Норис), той вижда негов бивш ученик Джеси Пинкмън (Арън Пол) да бяга от местопрестъплението – лаборатория за приготвяне на метамфетамин. Той се свързва с Джеси и обсъждат схема, в която заедно ще приготвят и разпространяват метамфетамин за да покрие разходите по своето лечение и да остави на своето семейство финансова стабилност след смъртта си. Това не се оказва толкова просто и те срещат проблеми с по високопоставени босове от нарко бизнеса през първите си дни от продажбата на произведения от тях и най-чистия в Албъкърки метамфетамин.

### Мини епизоди
На 17 февруари 2009 г. кабелната мрежа AMC и Sony пускат оригинални мини епизоди на „В обувките на сатаната“ в периода след края на първи и преди началото на втори сезон. Кратките сцени включват случки, сред които Уолтър Уайт и Баджър (Мат Джоунс), опитващи се да влязат с взлом в къща; сцена от деня на Свети Валентин между Мари (Бетси Бранд) и нейния съпруг Ханк (Дийн Норис); сцена между Ханк и Уолтър, случваща се в деня на сватбата на Ханк; видео дневник на Мари; и музикален клип на гаражната група на Джеси – Twaughthammer. Тези епизоди са на разположение в сайта на Crackle, както и на официалния сайт на AMC. Друг мини епизод е оригинален епизод на комикс наречен Team S.C.I.E.N.C.E, разказан от Арън Пол и съдържащ герои от комикс, създадени от самия Джеси.

### Втори сезон
На 7 май 2008 г. AMC обявяват, че са подновили сериала „В обувките на сатаната“ за втори сезон, който ще бъде 13 епизода. Заснемането започва през юли 2008 и премиерата на сезона е на 8 март 2009 г., а неговия край на 31 май 2009 г.
Този сезон започва точно от където свършва първи сезон. По-късно Уолтър и Джеси биват отвлечени от наркопласьора Туко след като Отдела за борба с наркотиците разкриват бизнеса му. Туко възнамерява да използва Уолтър и Джеси в супер лаборатория в Мексико, но двамата отказват и след драматична борба Уолт и Джеси прострелват Туко и го зарязват оставяйки го да умре. Без да подозират, Ханк проследява колата на Джеси, която го отвежда право при убежището и при разгневения и прострелян Туко. След интензивна престрелка Туко бива убит, а Ханк получава сериозни проблеми от пост травматичен стрес. Джеси оставя парите си в колата, която ОБН намират и така остава с празни джобове и отново се замесва с Уолтър и продължават да „готвят“ дрога. Джеси започва връзка с дъщерята на хазяина Джейн, която се възстановява от хероинова зависимост. Уолтър разбива апартамента на Джеси за да прибере всичкия наличен метамфетамин, който ще продаде за 1.2 милиона долара в сделка с нарко бос. В апартамента става свидетел на задушаващата се до смърт в съня си надрусана Джейн. Същата сутрин Джеси се събужда и я заварва вече мъртва и това го съкрушава. Във финала на сезона съпругата на Уолтър Скайлър най-накрая разбира всичко за мистериозните изчезвания на съпруга си и му казва да си събере багажа и да се изнесе от къщата.

### Трети сезон
На 2 април 2009 AMC съобщават, че сериалът е подновен за трети сезон, състоящ се от 13 епизода. Той започва на 21 март 2010 г. и завършва на 13 юни 2010 г.
Албъкърки е шокиран след самолетна катастрофа в края на втори сезон. Уолтър и Скайлър са разделени, а Джеси постъпва в рехабилитационна клиника след смъртта на Джейн. Скайлър разкрива на Уолтър, че спи с шефа си за да му отмъсти. Гас Фринг (Джанкарло Еспозито) прави предложение на Уолтър предлагайки му 3 милиона долара за три месечна работа, което първоначално Уолтър отхвърля. По-късно през сезона Уолт приема отвореното предложение на Гас и се съгласява да произвежда метамфетамин за 15 милиона на година, което поставя Уолтър в много по-дълбока роля в бизнеса с метамфетамин. Драмата продължава да ескалира и принуждава Джеси да му стане отново партньор в производството. Джеси и Уолтър, както обикновено, имат разногласия, което им навлича доста неприятности с Гас. Прецизността и навиците на Уолтър ги тикат до ръба и двамата се страхуват за живота си. Докато Гас се подготвя да отстрани Уолтър от бизнеса за сметка на Гейл, двамата вземат нещата в свои ръце и доказват ценността си в тази организация.

### Четвърти сезон
На 14 юни 2010 г. AMC обявяват четвърти сезон на „В обувките на сатаната“, който ще бъде от 13 епизода. Той започва на 17 юли 2011 г. и завършва на 9 октомври.

### Пети сезон
Петият и последен сезон се състои от 16 епизода е разделен на две части по 8 епизода. Първата му половина започва на 15 юли 2012 г. и приключва на 2 септември. На 11 август 2013 г. започва втората половина и финалът е излъчен на 29 септември.

## Награди и номинации

### Спечелени награди
- 2010 Награда Еми – Най-добър главен актьор в драматичен сериал – Брайън Кранстън
- 2010 Награда на американските кино режисьори – Най-добър монтаж на едночасов сериал за кабелна телевизия – Лини Уилингам (ABQ)
- 2010 Награда Еми – Най-добър поддържащ актьор в драматичен сериал – Арън Пол
- 2010 Награда на асоциацията на ТВ критиците – Постижения в драма
- 2009 Награда Еми – Най-добър главен актьор в драматичен сериал – Брайън Кранстън
- 2009 Награда Еми – Най-добра режисура с единична камера в драматичен сериал – Лини Уилингам (ABQ)
- 2009 Награда на американските режисцори – Най-добър монтаж на едночасов сериал за кабелна телевизия – Лини Уилингам (Pilot)
- 2009 PEN Center Literary Award – Най-добър сценарии – Джордж Мастрас ("Crazy Handful of Nothin'")
- 2009 Награда Призма – Най-добра история в сериал/минисериал (Сезон 1)
- 2009 Награда Сателит – Най-добър актьор в драматичен сериал – Брайън Кранстън
- 2009 Награда Сателит – Най-добър драматичен сериал
- 2009 Награда на асоциацията на ТВ критиците – Индивидуални постижения в драма – Брайън Кранстън
- 2009 Награда на гилдията на сценаристите в Америка – Най-добър епизод в драма – Винс Гилиган (Pilot)
- 2008 Награда Еми – Най-добър главен актьор в драматичен сериал – Брайън Кранстън
- 2008 Награда Еми – Най-добра режисура с единична камера в драматичен сериал – Лини Уилингам (Pilot)
- 2008 Награда Пийбоди – Изключителни постижения
- 2008 Награда Сателит – Най-добър актьор в драматичен сериал – Брайън Кранстън

### Номинации
- 2011 Златен глобус – Най-добър актьор в драматичен сериал – Брайън Кранстън
- 2011 Награда на гилдията на сценаристите в Америка – Най-добър драматичен сериал
- 2011 Награда на гилдията на сценаристите в Америка – Най-добър епизод в драма – Джордж Мастрас (I.F.T.)
- 2011 Награда на гилдията на сценаристите в Америка – Най-добър епизод в драма – Дженифър Хъчисън (I See You)
- 2011 Гилдия на актьорите на екран – Най-добър актьор в драма – Брайън Кранстън
- 2010 Награда Еми – Най-добър драматичен сериал
- 2010 Награда Еми – Най-добър режисьор на драматичен сериал – Мишел Макларан (One Minute)
- 2010 Награда Еми – Най-добър оператор в едночасов драматичен сериал – Майкъл Словис (No Mas)
- 2010 Награда Еми – Най-добра режисура с единична камера в драматичен сериал – Скип МакДонълд (No Mas)
- 2010 Награда Еми – Най-добра звукова режисура в драматичен сериал – No Mas
- 2010 Награда на продуцентите в Америка – Продуцент на годината на драматичен сериал
- 2010 Награда Сатурн – Най-добър сериал в кабелна телевизия
- 2010 Награда Сатурн – Най-добър актьор в телевизията – Брайън Кранстън
- 2010 Награда Сатурн – Най-добра актриса в телевизията – Ана Гън
- 2010 Награда Сатурн – Най-добър поддържащ актьор в телевизията – Арън Пол
- 2010 Награда Сатурн – Най-добър гостуващ актьор в телевизията – Реймънд Круз
- 2010 Гилдия на актьорите на екран – Най-добър актьор в драматичен сериал – Брайън Кранстън
- 2010 Награда на асоциацията на ТВ критиците – Предаване на годината
- 2010 Награда на асоциацията на ТВ критиците – Индивидуални постижения в драма – Брайън Кранстън
- 2010 Награда на асоциацията на ТВ критиците – Индивидуални постижения в драма – Арън Пол
- 2010 Награда на гилда на сценаристите в Америка – Най-добър драматичен сериал
- 2010 Награда на гилда на сценаристите в Америка – Най-добър епизод в драма – Джон Шибан (Phoenix)
- 2009 Награда Еми – Най-добър драматичен сериал
- 2009 Награда Еми – Най-добър поддържащ актьор в драматичен сериал – Арън Пол
- 2009 Награда Еми – Най-добър оператор в едночасов драматичен сериал – Майкъл Словис (ABQ)
- 2009 Награда Призма – Най-добър актьор в драматичен сериал – Брайън Кранстън
- 2009 Награда Сатурн – Най-добро представяне в телевизията
- 2009 Награда Сатурн – Най-добър актьор в телевизията – Брайън Кранстън
- 2009 Награда на асоциацията на ТВ критиците – Най-добри постижения в драма
- 2009 Награда на гилда на сценаристите в Америка – Най-добър нов сериал
- 2009 Награда на гилда на сценаристите в Америка – Най-добър епизод в драма – Пати Лин (Gray Matter)
- 2008 Награда на асоциацията на ТВ критиците – Най-добро предаване за годината
- 2008 Награда Еми – Най-добър режисьор на драматичен сериал – Винс Гилиган (Pilot)
- 2008 Награда Еми – Най-добър оператор в едночасов драматичен сериал – Джон Тол (Pilot)

## „В обувките на Сатаната“ в България
В България сериалът започва излъчване по bTV Cinema на 19 декември 2010 г., всяка събота и неделя от 13:00. Първи сезон завършва на 9 януари 2011 г.
Повторенията на първи сезон стартират по PRO.BG на 10 януари 2011 г. с разписание всеки ден от 20:00 и приключват на 16 януари.
На 13 май 2013 г. започва трети сезон по bTV Action, всеки делник от 21:00 и приключва на 29 май. На 10 януари 2014 г. започва четвърти сезон, всеки делник от 21:00 и приключва на 29 януари. На 16 януари 2015 г. започва пети сезон с разписание обикновено от вторник до събота от 00:00, но понякога от 23:45 през делниците или от 00:30. Последният епизод е излъчен на 6 февруари.
В пети сезон дублажът е на студио VMS. Ролите се озвучават от артистите Живка Донева от първи до четвърти сезон, Петя Силянова в пети, която от девети до дванайсети епизод е заместена от Златина Тасева, Мина Костова в първи и втори сезон, Даниела Сладунова от трети до пети, Николай Пърлев, Тодор Георгиев от първи до трети, Петър Бонев от четвърти до пети и Иван Велчев.